# Золотой фиксинг
Золотой фиксинг (англ. Gold Fixing) —  метод ежедневного установления цены на золото, который применялся на Лондонском межбанковском рынке золота с 12 сентября 1919 года. Цена на золото, являющаяся результатом Лондонского золотого фиксинга, являлась практически мировой ценой на поставку данного физического металла и использовалась в качестве ориентира в подавляющем большинстве контрактов на поставку физического золота. Цена устанавливалась компанией London Gold Market Fixing Limited по результатам существующего спроса и предложения на золото. 20 марта 2015 года фиксинг перестал устанавливаться по старой методике и был заменен на проведение электронных аукционов LBMA Gold Price .

## История
12 сентября 1919 года в 11:00 в Лондоне состоялся первый золотой фиксинг, участниками которого были пять крупнейших торговцев и производителей золотых слитков. Первоначально в «золотую пятёрку» входили следующие компании:
- «Н. М. Ротшильд и сыновья» (англ. N M Rothschild & Sons);
- «Мокатта энд Голдсмит» (англ. Mocatta & Goldsmid);
- «Пиксли энд Абель» (англ. Pixley & Abell);
- Сэмюэл Монтегю & Со. (англ. Samuel Montagu & Co);
- Шарпс Уилкинс (англ. Sharps Wilkins)

В ходе первого фиксинга была установлена цена золота за тройскую унцию в 4 фунта 18 шиллингов и 9 пенсов. В Нью-Йорке цена в это время составила $19,39 за тройскую унцию. Первоначально участники золотого фиксинга общались и устанавливали цену по телефону, но затем стали регулярно собираться в офисе компании Ротшильдов.
В годы Второй мировой войны и в первые годы после её окончания, с 1939 по 1954 год, Лондонский золотой рынок не функционировал и золотой фиксинг не проводился.
Начиная с 2004 года фиксинг стал проводиться с использованием телекоммуникационной конференц-системы.
В последующие годы в составе «золотой пятёрки» членов-участников фиксинга произошли изменения. Финансовая группа Ротшильдов вышла из торговли золотом и соответственно золотого фиксинга и с 2004 года её место занял банк Барклайз Капитал (англ. Barclays Capital). Место компании «Мокатта энд Голдсмит» заняла компания Scotia-Mocatta, являющаяся преемником компании Мокатта и частью банка Scotiabank. Место «Пиксли энд Абель» занял Дойче Банк — владелец компании Sharps Pixley, которая в своё время образовалась путём слияния Pixley & Abell и Sharps Wilkins. Место Сэмюэл Монтегю & Со занял банк HSBС, который является собственником этой компании в настоящее время. И наконец ещё один крупнейший транснациональный банк Société Générale занял пятое место в группе компаний, занимающихся золотым фиксингом.

## Процедура золотого фиксинга
Фиксинг по золоту в Лондоне производился дважды в день: в 10:30 (утренний фиксинг) и в 15:00 (вечерний фиксинг) по местному времени представителями четырёх крупнейших мировых банков (Scotia Mocatta, HSBC, Societe Generale, Barclays Capital), каждый из которых является членом Лондонской ассоциации рынка драгоценных металлов (London Bullion Market Association).
В процессе фиксинга представители «золотой пятёрки» поддерживали непрерывную связь со своими дилерами, а через них с торговыми фирмами, предлагающими и/или покупающими физическое (реальное в отличие от фьючерсных и опционных золотых контрактов) золото со всего мира. Процедура начиналась с объявления председательствующим цены, которую он считал оптимальной на данный момент. Если продавцов по этой цене не находилось, то цена повышалась. Если не находилось покупателей, то цена понижалась. Если поступали встречные предложения, то подсчитывалось соотношение между продавцами и покупателями золота. Этот процесс продолжался до тех пор, пока не наступало рыночное равновесие между спросом и предложением.
Цена золота фиксировалась в долларах США, фунтах стерлингов и евро.

## Проведение аукционов LBMA Gold Price
Аукционы LBMA Gold Price стали проводить дважды в день в 10:30 и в 15:00 по Лондонскому времени с 20 марта 2015 года, заменив классические Лондонские золотые фиксинги (London Gold Fix), цены на которых ранее указанной даты определялись банками-организаторами. В процедуре установления цен применяется аукционная платформа ICE Benchmark Administration (IBA). Методология торгов и управление процедурами также обеспечивается IBA. London bullion market (LBMA) является владельцем интеллектуальных прав на LBMA Gold Price.
Для участия в торгах LBMA Gold Price аккредитованы 13 участников рынка: 
- Bank of China
- Bank of Communications
- China Construction Bank
- Goldman Sachs International
- HSBC Bank USA NA
- ICBC Standard Bank
- JPMorgan Chase
- Morgan Stanley
- Société Générale
- Standard Chartered
- The Bank of Nova Scotia - ScotiaMocatta
- The Toronto Dominion Bank
- UBS

## Условия Лондонского рынка золота
Традиции торговли золотом в Лондоне сложились давно и соблюдаются до настоящего времени.
Всё золото, попадающее на этот рынок должно соответствовать стандартам так называемой «хорошей доставки» (англ. good delivery):
1. Проба золота должна быть таковой, чтобы содержать не менее 995 частей чистого золота с добавкой не более 5 частей примесей. Под чистым золотом понимается золото 999,9 пробы.
2. Вес золотого слитка должен быть не менее 350 и не более 430 тройских унций.
3. Слиток должен иметь маркировку и порядковый номер одного из 49 аффинажных и маркировочных заводов, зарекомендовавших себя надёжными поставщиками. Если маркировка и номер отсутствуют, то слиток должен сопровождаться сертификатом, содержащим пробу и номер и заверенным одним из 49 предприятий[5].

Покупатель не может диктовать условия, которые не соответствуют установленным стандартам. Вместе с тем он может высказать пожелание приобрести металл определённой пробы и рынок может пойти ему навстречу.

## Использование значений золотого фиксинга (LBMA Gold Price)
Фиксинг LBMA Gold Price как индикативное значение используются по всему миру. Центральный банк Российской Федерации (Банк России), в частности, каждый рабочий день осуществляет расчёт учётных цен на золото, исходя из действующих на момент расчёта значений лондонского золотого фиксинга (с 20 марта 2015 года - LBMA Gold Price), и цена золота пересчитывается в рубли по официальному курсу доллара США к российскому рублю, действующему на день, следующий за днём определения учётных цен.